# Richard Fuller (homme politique conservateur)
Richard Quentin Fuller, né le 30 mai 1962 à Bedford,  est un homme politique britannique, membre du Parti conservateur.
Depuis 2019, il est député du nord-est du Bedfordshire. Il représente Bedford de 2010 à 2017. Il est auparavant un chef de file des Jeunes conservateurs.

## Jeunesse
Fuller fait ses études à la Hazeldene School et à la Bedford Modern School (alors école à bourse directe), puis à l'University College d'Oxford (1981-1984) où il étudie la politique, la philosophie et l'économie, et la Harvard Business School (1987-1989) pour son MBA.
Fuller est président de l'Oxford University Conservative Association (OUCA) en 1983. À la suite de l'échec de la nomination des candidats conservateurs à l'Union des étudiants de l'Université d'Oxford (OUSU), le journal étudiant d'Oxford Cherwell fait la une "OUCA s'effondre" et Fuller perd un vote de confiance mais reste en fonction. En tant que président, Fuller fournit la première plate-forme du Parti conservateur pour le Congrès national africain, alors une organisation terroriste proscrite en Afrique du Sud encore en état d'Apartheid mais non proscrite au Royaume-Uni ,.

## Carrière professionnelle
Fuller rejoint la société de conseil en gestion, L.E.K. Consulting en 1984 dans le cadre de leur première promotion de diplômés universitaires. En 1986, Fuller est transféré à Sydney pour aider à établir la pratique australienne de LEK. Après la Harvard Business School, il travaille en Corée du Sud, avant de rejoindre LEK en Australie, puis travaille pendant deux ans en mission avec la Philippine Long Distance Telephone Company (PLDT) à Manille, aux Philippines. En 2000, il rejoint la société d'actifs alternatifs, Investcorp, pour aider à établir leur groupe d'entreprises technologiques. Fuller rejoint le conseil d'administration de l'Osborne Association, un organisme de bienfaisance basé à New York qui travaille avec des délinquants et d'anciens délinquants en 2002. Fuller déménage aux États-Unis en 2004 et rejoint LEK à Los Angeles en 2007. Il est PDG et président d'Impero Software, avant d'être élu au Parlement en 2010.

## Carrière politique

### Jeunes conservateurs
Fuller rejoint le parti conservateur et commence à distribuer des tracts pour Trevor Skeet, le député de Bedford lors des élections générales de 1979. En tant que jeune conservateur, Fuller est membre de la faction modérée (Tory Reform Group) qui contrôle les jeunes conservateurs nationaux, en opposition au Monday Club et aux éléments libertaires qui tentent d'arracher le contrôle du mouvement.
Fuller est élu président national des Jeunes conservateurs de 1985 à 1987, faisant campagne sur des questions sociales telles que le logement, des changements dans les politiques en matière de drogues ainsi que sur la lutte contre le chômage.
Il poursuit les politiques anti-apartheid initiées sous les anciens présidents du CJ Iain Picton, Phil Pedley et John Guthrie. Sa position est soutenue par la Conférence nationale du YC qui l'approuve dans une motion à la Conférence de 1986 malgré l'opposition vive des membres de droite du FCS.
Le rapport national du CJ est adopté en 1984 sous la présidence de Phil Pedley. Fuller résiste à la pression du bureau central conservateur pour retirer le soutien de Pedley qui (avec la BBC) est poursuivi par Harvey Proctor, Neil Hamilton et Gerald Howarth. Lorsque les gouverneurs de la BBC sont soudainement intervenus et ordonnent que le procès soit abandonné, Fuller exprime ses inquiétudes quant à la raison pour laquelle le procès avait été brusquement abandonné.
Les actions de Malcolm McAlpine, gouverneur de la BBC et cousin d' Alistair McAlpine, le trésorier du Parti conservateur, suscitent des inquiétudes. "Il a nié hier avoir promis à M. Hamilton qu'il pourrait" livrer "les gouverneurs derrière un règlement."  Le Times rapporte que: "M. Richard Fuller, président de YC et membre du groupe qui a approuvé le rapport d'infiltration par 39 voix contre une, a promis un soutien financier à Philip Pedley qui a annoncé qu'il se battait." .

### Parlement
Fuller se présente comme le candidat conservateur de la circonscription de Bedford aux élections générales de 2005, perdant face au député travailliste sortant Patrick Hall. Fuller se présente de nouveau pour la circonscription de Bedford aux élections générales de 2010 et est élu le 6 mai 2010 remplaçant Patrick Hall. Il est réélu aux élections générales de 2015, mais perd face au candidat travailliste aux élections générales de 2017. En tant que député, Fuller mène avec succès des campagnes pour conserver les services clés de l'hôpital de Bedford et pour permettre la création de la Bedford Free School, Fuller a lancé un fonds de capital-risque pour investir dans les entreprises locales et a dirigé la Bedford Community Business School.
Fuller est élu dans le nord-est du Bedfordshire aux élections générales de 2019  à la suite de la décision d'Alistair Burt de se retirer.
Fuller est membre du comité de sélection de la stratégie commerciale, énergétique et industrielle de 2015 à 2017 et rejoint le comité après l'élection générale de 2019. Fuller joue un rôle de premier plan dans l'enquête sur la vente et l'acquisition de BHS et propose la première motion réussie  à la Chambre des communes pour recommander la suppression d'une chevalerie.
Fuller fait campagne contre le recours à la détention à des fins d'immigration, en obtenant des restrictions sur la détention des femmes enceintes et est co-auteur du rapport de 2015, «L'utilisation de la détention d'immigration au Royaume-Uni»  par le Groupe parlementaire interpartis sur la migration.
Fuller est l'un des 158 députés qui soutiennent le Brexit avant le référendum de 2016 sur l'UE.